# Pensament xinès
El pensament xinès fa referència a les diferents escoles de pensament creades a la Xina. La història de la filosofia xinesa té diversos milers d'anys. Els seus orígens remunten al Yi Jing ('Llibre dels canvis'), un antic compendi d'endevinació, que utilitza un sistema de seixanta-quatre hexagrames com una guia per a l'acció. Aquest sistema s'atribueix al rei Wen, uns mil anys abans de Crist, i el treball reflecteix la característica dels conceptes i enfocaments de la filosofia xinesa. El Llibre de canvis ha evolucionat en etapes al llarg de vuit segles, però la primera referència s'hi va registrar el 672 dC.

## Història

### Primeres creences

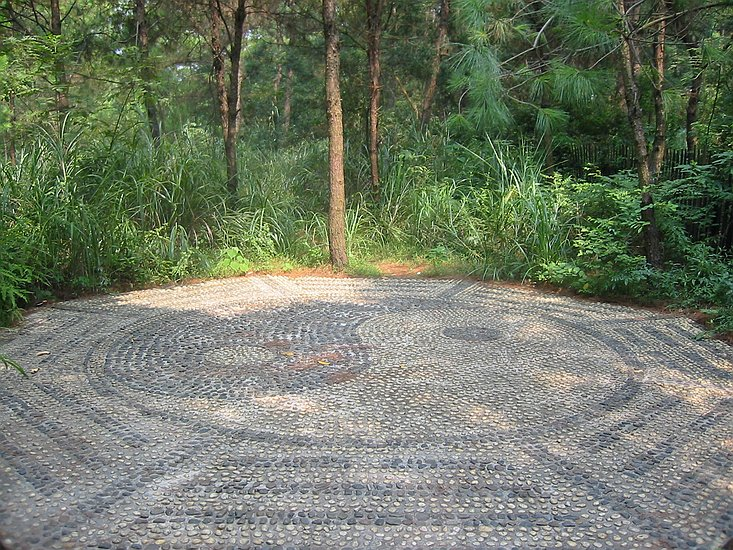
Símbol Yin Yang i Bagua a l'exterior de Nanning City, província Guangxi, Xina

Les primeres doctrines de la dinastia Shang estaven basades en el concepte del cicle. Aquesta noció prové del que podien observar al seu voltant: el dia i la nit, les estacions, les fases de la lluna... Així, aquesta noció, que seguirà sent rellevant al llarg de la història de la filosofia xinesa, reflecteix l'ordre de la natura. En juxtaposició, també marca una distinció fonamental amb la filosofia occidental, en la qual la manera de veure el temps és més una successió lineal. Es creia que el destí podia ser manipulat per les grans deïtats. Es veneraven els avantpassats i es feien sacrificis animals i humans.
Quan la dinastia dels Shang va ser derrocada per la dels Zhou, es va instaurar a la Xina un nou ordre polític, religiós i filosòfic anomenat el "mandat del cel". El mandat va ser una justificació astuta dels Zhou per a imposar la seva norma.

### L'època clàssica de la filosofia xinesa
Al voltant del 500 aC, després que el govern Zhou s'afeblís i la Xina visqués el període de les Primaveres i de les Tardors, o període Chunqiu, es va iniciar el període clàssic de la filosofia xinesa, període que coincideix amb l'aparició dels primers filòsofs grecs. Va acabar al segle iii aC, quan Qin Shi Huangdi, el primer emperador de la història xinesa, va unificar tot el país. Aquest període d'esplendor, conegut com el de les "Cent escoles de pensament", va veure l'aparició diversos filòsofs rellevants i centenars d'escoles, de les quals sobresurten sis (les "sis escoles" segons l'historiador Sima Tan, 165 - 110 aC): el confucianisme, el taoisme, el moisme, el legalisme, l'escola dels noms i l'escola del Yin-Yang. El període clàssic del pensament xinès va coincidir amb una època en què molts regnes es disputaven l'hegemonia de la Xina. Gairebé tots els pensadors xinesos eren membres de la cort de l'emperador, generalment amb la funció d'assessorament i de donar consell. La seva tasca consistia a viatjar de regne en regne per aconsellar els diferents monarques.

### Era imperial
Durant la breu dinastia Qin, la filosofia oficial era el legalisme, i es va impulsar una persecució contra l'escola moista i el confucianisme. El legalisme va seguir sent molt influent fins que els emperadors de la dinastia Han van adoptar el taoisme i el confucianisme com a doctrina oficial. Aquestes dues últimes van ser les doctrines filosòfiques dominants fins al segle xx, tenint present que el budisme s'incorporà durant la dinastia Tang, en un procés que s'allargà en el temps, i succeí perquè es pensava que el budisme tenia moltes similituds amb el taoisme.
El neoconfucianisme restablí els vells principis de Confuci que havien aparegut durant la dinastia Song, incorporant característiques del budisme, el taoisme i el legalisme. Es va popularitzar més endavant, durant el regnat de la dinastia Ming.
La influència del taoisme i del confucianisme sovint queden descrites en la següent frase: "Els xinesos són confucianistes de dia i taoistes de nit". També, molts xinesos mandarins eren funcionaris en la vida laboral i poetes o pintors en el seu temps lliure.

### Era moderna
Durant l'edat moderna occidental i la revolució industrial, la filosofia xinesa va començar a integrar conceptes de la filosofia occidental. Durant la Revolució Xinhai, es van produir nombroses revoltes, com la del 4 de maig, que van suprimir totalment les velles institucions i pràctiques imperials de la Xina. Per aquella època, hi van haver temptatives d'incloure conceptes com la democràcia, el republicanisme o la indústria dins la filosofia xinesa, sobretot per part de Sun Yat-sen a començament del segle xx. Posteriorment, Mao Zedong hi va incloure el marxisme, l'estalinisme i altres doctrines comunistes.
Quan el Partit Comunista Xinès va pujar al poder, les escoles filosòfiques anteriors, exceptuant el legalisme, van ser eliminades durant la "Revolució Cultural". No obstant això, les antigues doctrines encara van seguir influint la filosofia xinesa.
Des del moviment radical de la Revolució Cultural, el govern xinès ha passat a ser més tolerant amb les pràctiques filosòfiques i religioses tradicionals. La Constitució de 1978 de la República Popular de la Xina garanteix "llibertat de culte", encara que amb restriccions. Les doctrines del passat encara estan molt inculcades dins la cultura xinesa. Com la japonesa, la filosofia xinesa ha esdevingut una amalgama d'idees. Accepta nous conceptes, però no oblida les seves velles creences.

## Conceptes del pensament xinès
- Canvi: és una noció essencial d'aquest pensament, segons el qual tot es crea, evoluciona i es destrueix en permanència.
- Taijí: principi d'unitat suprema de l'univers, que es manifesta mitjançant dues formes antagonistes i complementàries, engendrant així tots els fenòmens.
- Yin i Yang: les dues forces manifestades del taijí, que amb llurs interaccions permanents creen el món visible.
- Tao: concepte amb moltes accepcions que defineix bàsicament la natura última de l'univers (el Tao), la natura limitada de cada cosa (els diferents taos), així com el "camí" o doctrina per a comprendre el Tao o els diferents taos.
- Te: poder, virtut, força interior.
- Txi: energia vital present en tot el que existeix.
- Wuxing: explicació del funcionament del món segons els anomenats "cinc processos".

## Principals escoles

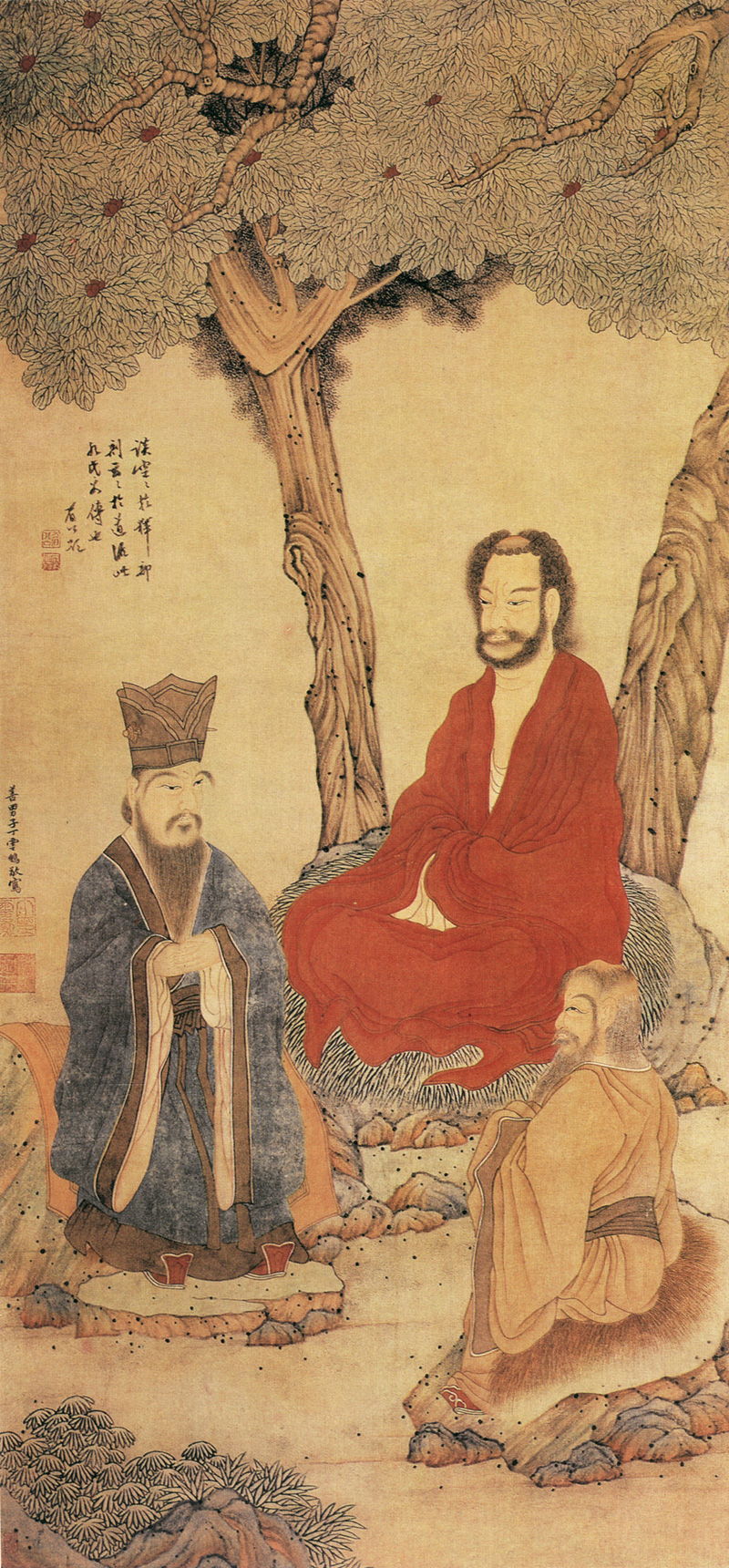
Confuci, Laozi i el budista Arhat representats per Ding Yunpeng

### Taoisme (oDaojia, escola del Tao)
El taoisme és:
- Una escola filosòfica basada en el Daodejing i en el Zhuangzi. Aquest seria el taoisme filosòfic, en xinès Dàojiā (道家).
- Una família de moviments religiosos xinesos, com el de les sectes Zhengyi ('ortodòxia') o Quanzhen ('realitat completa'). Això és el taoisme religiós, en xinès Dàojiào (道教).

El caràcter Tao 道 (o Dao, depenent de la transliteració usada) significa literalment 'camí' o 'manera', però en la religió i filosofia xinesa ha adquirit un significat més abstracte.
El Yin i Yang són dues forces oposades en conflicte permanent, conduint així a la contradicció i el canvi perpetus. Aquesta noció de dos pols oposats i de la perpetuïtat del canvi és freqüent en el pensament i cultura xinesos al llarg de la seva història.
L'alquímia, l'astrologia, la cuina, diverses arts marcials, la medicina tradicional, el fengshui, i molts estils de les disciplines de l'entrenament de la respiració del qigong, tenen una certa relació amb el taoisme.

### Confucianisme (oRujia, escola dels lletrats)
El confucianisme és el conjunt de doctrines morals i socials ensenyat per Confuci. El nom en xinès de la seva escola es podria traduir com a 'escola dels lletrats'. El confucianisme ha exercit una gran influència sobre la Xina, Corea, el Vietnam i el Japó. El cànon de la filosofia confuciana, el componen principalment els Quatre Llibres. Va ser la doctrina oficial de la Xina fins al 1912, quan es va proclamar la República.
Aquest pensament es va formar durant un llarg període que abasta les èpoques de les Primaveres i Tardors i la dels Regnes Combatents (segles VII aC a III aC). Quan la Xina va ser reunificada pel primer emperador Qin (221 aC), ja era una doctrina perfectament formada i definida, amb molts seguidors i un gran corpus textual. Després de la breu dinastia Qin, el nucli fonamental s'ha mantingut intacte, excepte per possibles errors de transmissió i interpolacions que només afecten diversos elements accidentals.
Com per a la major part dels seus contemporanis, els confucians veuen el cosmos com quelcom harmònic que regula les estacions, la vida animal, vegetal i humana. Si aquesta harmonia pateix un trastorn, aquest fet comportaria greus conseqüències. Un exemple comú que utilitza el confucianisme és el del mal governant que condueix el seu poble a la ruïna mitjançant la seva conducta. El mal govern és contrari a l'ordre natural, violant el mandat del Cel (entès com a ordre de l'univers). El governant que es condueix així perd la legitimitat i pot ser deposat per un altre que rebrà aquest mandat.
El culte als avantpassats té una gran importància. Implica la creença que les ànimes dels difunts poden beneficiar o castigar els seus descendents. La seva evolució posterior el va convertir en un ritu cívic simbòlic. Tanmateix, ni Confuci ni Menci, un altre gran mestre confucià, parlen d'aquesta forma del culte als avantpassats. Un altre element d'importància en el confucianisme és el rei o emperador, també anomenat el Fill del Cel; aquest seria qui estableix els vincles entre el cel i les persones. El governant xinès té el mandat i, amb aquest, l'autoritat de celebrar ritus.
El confucianisme veu solament l'individu realitzat en tant que ésser social que ocupa un lloc i té un paper, no com un ésser aïllat. En la idea confuciana de la societat utòpica, la jerarquia no és només un estatus social, sinó sobretot moral. A la Xina antiga, la família no era un nucli reduït, sinó un gran clan, en què molts dels seus membres vivien sota un mateix sostre, reconeixien un avantpassat en comú i mantenien vincles amb altres grups del mateix origen.
Una família era una prefiguració de l'estat. Així, la família era vista com un petit regne amb jerarquies, protocols i mètodes de govern, i l'estat com una gran família en què hi ha d'haver afectes, relacions i obligacions morals. En la família, els membres estan jerarquitzats mitjançant un complex sistema. Per al confucianisme, l'estima, l'amor i les relacions que hi havia entre els membres havien d'estar graduades, entre altres coses, segons cada persona i el seu lloc.

### Moisme (oMojia, escola de Mozi)
El moisme va ser fundat pel filòsof Mozi, que promovia la filosofia de l'amor universal (jian ai), és a dir, el mateix afecte cap a tots els individus. En el moisme, la moral no està definida per la tradició, sinó per una guia moral constant paral·lela a l'utilitarisme. La tradició no és consistent, i els humans necessiten un individu fora de la tradició perquè els digui quines tradicions són acceptables. La moral ha de promoure els comportaments socials que maximitzin la utilitat general.

### Legalisme (oFajia, escola de les lleis)
El legalisme és la filosofia política pragmàtica de Han Fei. La seva màxima era: "Quan l'època canvia, les maneres canvien", i el seu principi fonamental era la jurisprudència. En aquest context, "legalisme" significa 'filosofia política que manté la regla de la llei', distingint-se així del sentit occidental de la paraula. El legalisme va ser la filosofia escollida per la dinastia Qin.
La seva regla es basa en la tríada següent:
- Fa (法fǎ), llei o principi.
- Shu (术shu), mètode, tàctica o art.
- Shi (势shì), legitimitat, energia o carisma.

### Escola dels noms (Mingjia)
L'escola dels noms es preocupava per les definicions de les coses i per la relació entre el nom d'una cosa i la seva actualitat. Un dels seus representants més rellevants va ser Gongson Long.

### Escola del Yin i el Yang (Yinyangjia)
L'escola del Yin-Yang va ser una escola cosmològica que explicava l'univers en termes naturalistes segons les interrelacions dels principis del Yin i Yang i dels cinc processos (wuxing). El seu fundador va ser Zou Yan.

### Budisme

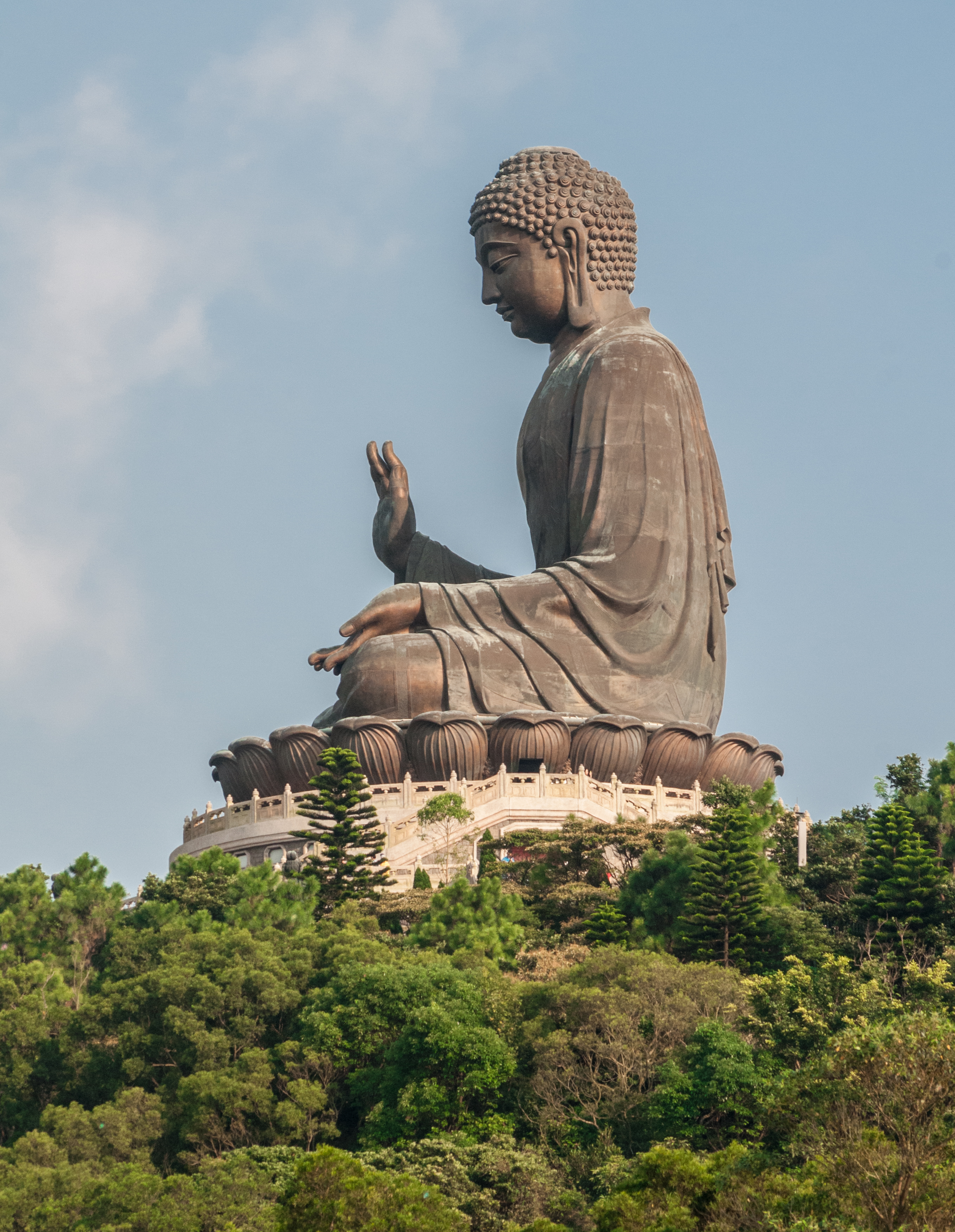
Estàtua de Buda a l'illa de Lantau (Hong Kong)

El budisme va arribar a la Xina per les rutes de la seda a principis de la nostra era. Va seduir els intel·lectuals (fojia), que hi van trobar semblances amb el pensament xinès tradicional (sobretot amb el taoisme), i les capes populars (fojiao) que, pel seu cantó, van ser atretes per la noció innovadora de "compassió". Així, es va estendre un tipus de budisme barrejat amb les concepcions xineses que es va desenvolupar paral·lelament a un budisme més ortodox.
El budisme a la Xina es va desenvolupar en diverses escoles, com ara:
- Xingzong ("escola de la ment universal", budisme mahayana): aquesta escola va introduir el concepte de la "ment" (xin) en el pensament xinès, així com nous elements de caràcter psicològic que van influir de manera notable en el neoconfucianisme (a partir del segle xii).
- Kongzong ("escola de la buidor", "escola del camí del mig") escola de la teoria de la veritat doble i dels tres nivells de la doble veritat; les similituds amb el taoisme van permetre un diàleg intel·lectual important entre les dues escoles de pensament.
- Chan ('meditació', 'concentració de l'esperit', en japonès zen), introduït a la Xina per Bodhidharma cap als anys 520-526; és l'escola principal del budisme xinès, sorgida de la fusió del pensament taoista i del budisme hindú.
- Shanshui ('muntanya i aigua', 'muntanyes i rius').

### Taoisme tardà (Xuanxue)
Els pensadors del taoisme tardà van combinar elements del confucianisme i el taoisme i van reinterpretar textos filosòfics bàsics com el Yijing, el Daodejing (comentat per Wang Bi) i el Zhuangzi (comentat per Guo Xiang).

### Neoconfucianisme (Daoxuejia, escola de l'estudi del Tao oLixue, escola de Li)
Malgrat el renom de les tres grans tradicions del confucianisme, el taoisme i el budisme, el neoconfucianisme va combinar les seves idees en un marc més metafísic. En aquest pensament, destaquen els conceptes del li ('principi'), el qi ('força vital'), el taijí ('la veritat última') i el xin ('ment').

### Maoisme
El maoisme va ser una variant del marxisme-leninisme desenvolupada a partir del pensament i ensenyaments de Mao Zedong, dirigent de la Xina i del Partit Comunista Xinès a partir de 1959.